# Sternoppia brasiliensis
Sternoppia brasiliensis är en kvalsterart som beskrevs av Franklin och Woas 1992. Sternoppia brasiliensis ingår i släktet Sternoppia och familjen Sternoppiidae. Inga underarter finns listade i Catalogue of Life.